# Koelasji
Koelasji (Georgisch: კულაში) is een plaats in het westen van Georgië met 993 inwoners (2024), gelegen in de gemeente Samtredia (regio Imereti). De nederzetting is gesitueerd op 40 meter boven zeeniveau in het Colchis-laagland en ligt vijf kilometer ten noorden van het gemeentelijk centrum Samtredia en hemelsbreed 210 kilometer ten noordwesten van hoofdstad Tbilisi. Koelasji had vanaf de 18e eeuw een van de grootste Georgisch-Joodse gemeenschappen.

## Geschiedenis

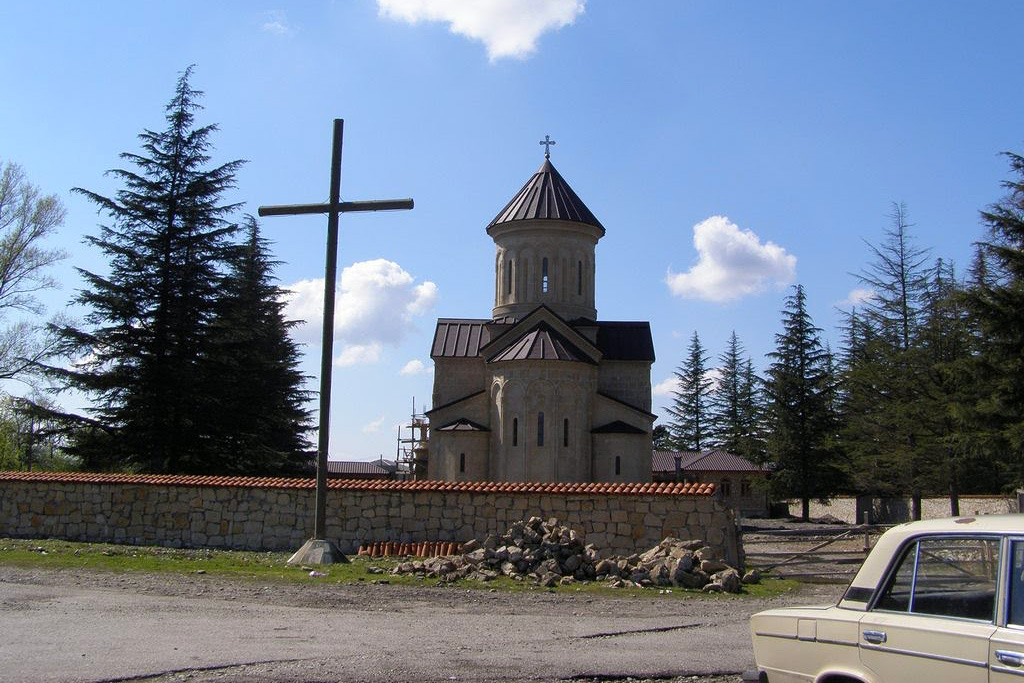
Orthodoxe kerk in Koelasji

Koelasji wordt voor het eerst in de 16e eeuw beschreven. Het was de residentie van de feodale Mikeladze-familie.

### Georgisch-Joods centrum
De Joodse geschiedenis in Koelasji begon aan het eind van de 17e eeuw toen de Mikeladzes toestemming gaven aan zeven Joodse boeren om zich in Koelasji te vestigen. Daarna trokken Joden uit andere delen van Georgië, zoals Achaltsiche, Ratsja en Soedzjoeni naar Koelasji en vormden ze verschillende wijken die elk een eigen synagoge hadden.
Op het hoogtepunt had Koelasji zes synagogen. De oudste synagoge die nog in Koelasji staat komt uit de 18e eeuw. Op hetzelfde terrein staat een nieuwere houten synagoog uit 1902, en een stenen synagoog uit 1911 dat ook een Jesjiva heeft. De gebouwen hebben een monumentenstatus, maar alleen de houten synagoog uit 1902 functioneert nog als synagoog. Tot in de eerste helft van de 20e eeuw had het dorp een joodse meerderheid, wat het dorp de bijnaam "Klein Jerusalem" gaf. Ondanks de vele religieuze restricties onder het Sovjetbewind konden de joden in Koelasji betrekkelijk vrij hun tradities belijden.
De Georgische Joden werden een spil in het onder druk zetten van de Sovjetautoriteiten om reis- en emigratievisa naar Israël te verstrekken, iets dat op het hoogtepunt van de Koude Oorlog werd bemoeilijkt. Achttien Georgische families schreven in 1969 via de Nederlandse ambassade in Moskou een geheime brief aan de Israëlische minister-president Golda Meïr om druk op het Kremlin te zetten uitreisvisa te verstrekken. Deze brief werd in het openbaar bij de Verenigde Naties voorgelezen. In de jaren 1970 kwam de emigratie van Joden uit de Georgische Sovjetrepubliek, net als in de rest van de Sovjet-Unie op gang. Dit had ook grote invloed op Koelasji, dat snel haar bevolking verloor. Volgens de volkstelling van 2014 woont er geen enkele Jood meer in Koelasji.

### Textiel en wijncentrum
De economische bedrijvigheid draaide in Koelasji vooral om wijn en textiel. Een van de prominente families in het dorp, Mirilasjvili, had in Koelasji de leiding over een van de grootste textielfabrieken in de Georgische sovjetrepubliek. Na een fusie in 1960 had de fabriek 1000 arbeiders. In 1961 kreeg Koelasji de status 'nederzetting met stedelijk karakter' (daba). Koelasji had tot ongeveer 2000 een trolleybus verbinding met het districtscentrum Samtredia.

## Demografie
Per 1 januari 2024 had Koelasji 993 inwoners, een daling van 41% ten opzichte van de volkstelling van 2014. De nederzetting had in 2014 een vrijwel volledig Georgische bevolking en kende geen joodse inwoners meer. Tot de jaren 1970 had Koelasji een meerderheid aan Georgische Joden, daarna slonk de joodse gemeenschap snel door emigratie.
| Aantal                                                           | 4.251 | 6.562 | -    | 5,216 | 6.147 | 2.913 | 2.961 | 1.962 | 1.702 | 1.267 | 993 |  |  |  |
|                                                                  |       |       |      |       |       |       |       |       |       |       |     |  |  |  |
| Joden                                                            | n.b.  | 46%   | n.b. | n.b.  | 87%   | 18%   | n.b.  | n.b.  | 0%    | -     | -   |  |  |  |
| Verantwoording data: Bevolkingsstatistiek Georgië 1897 tot heden |       |       |      |       |       |       |       |       |       |       |     |  |  |  |

## Bezienswaardigheden
- De synagogen in het centrum zijn te bezoeken en er is een klein museum over de lokale Joodse geschiedenis.[15][16]

## Foto's

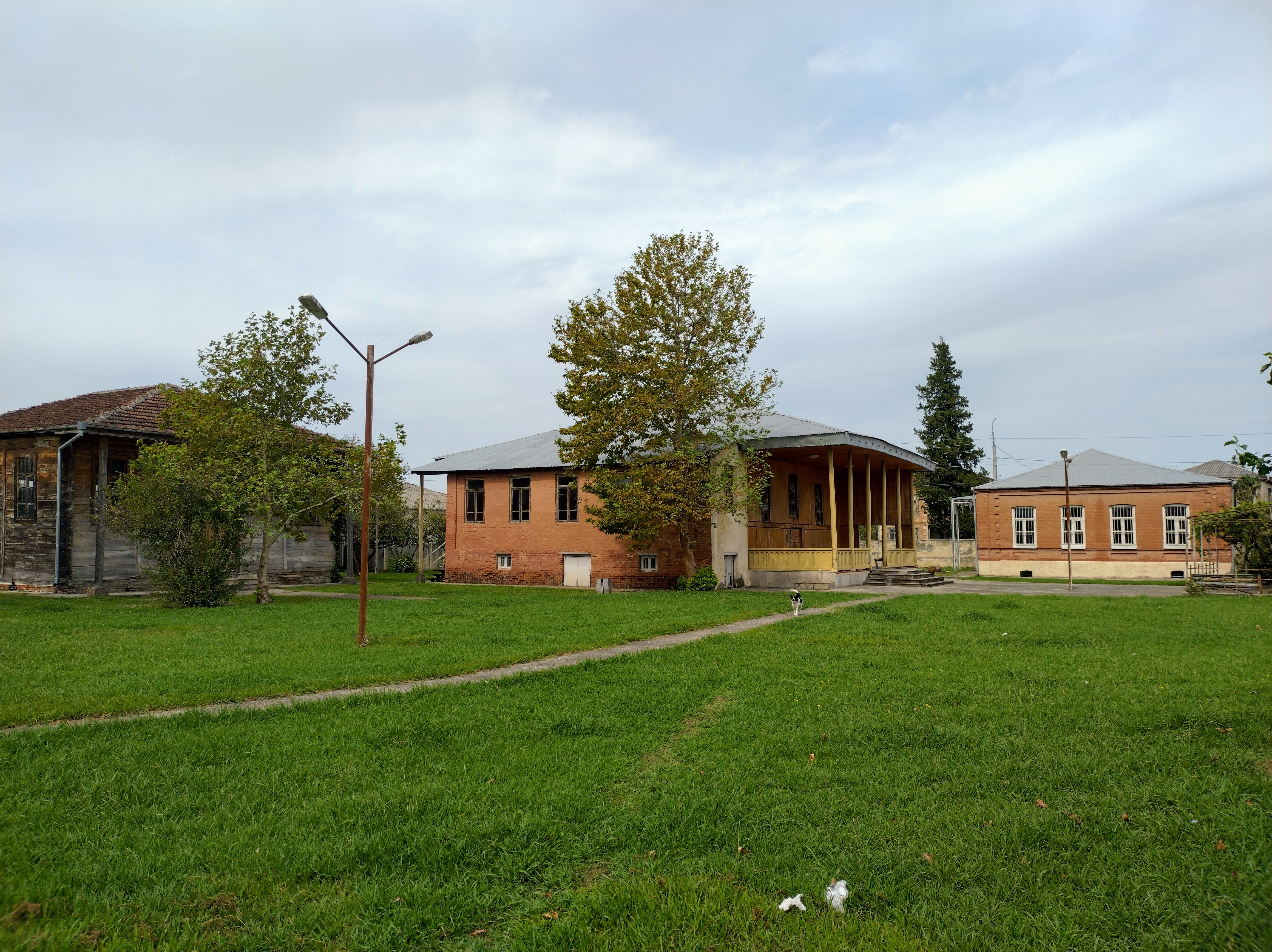
Terrein met de drie historische Joodse gebouwen
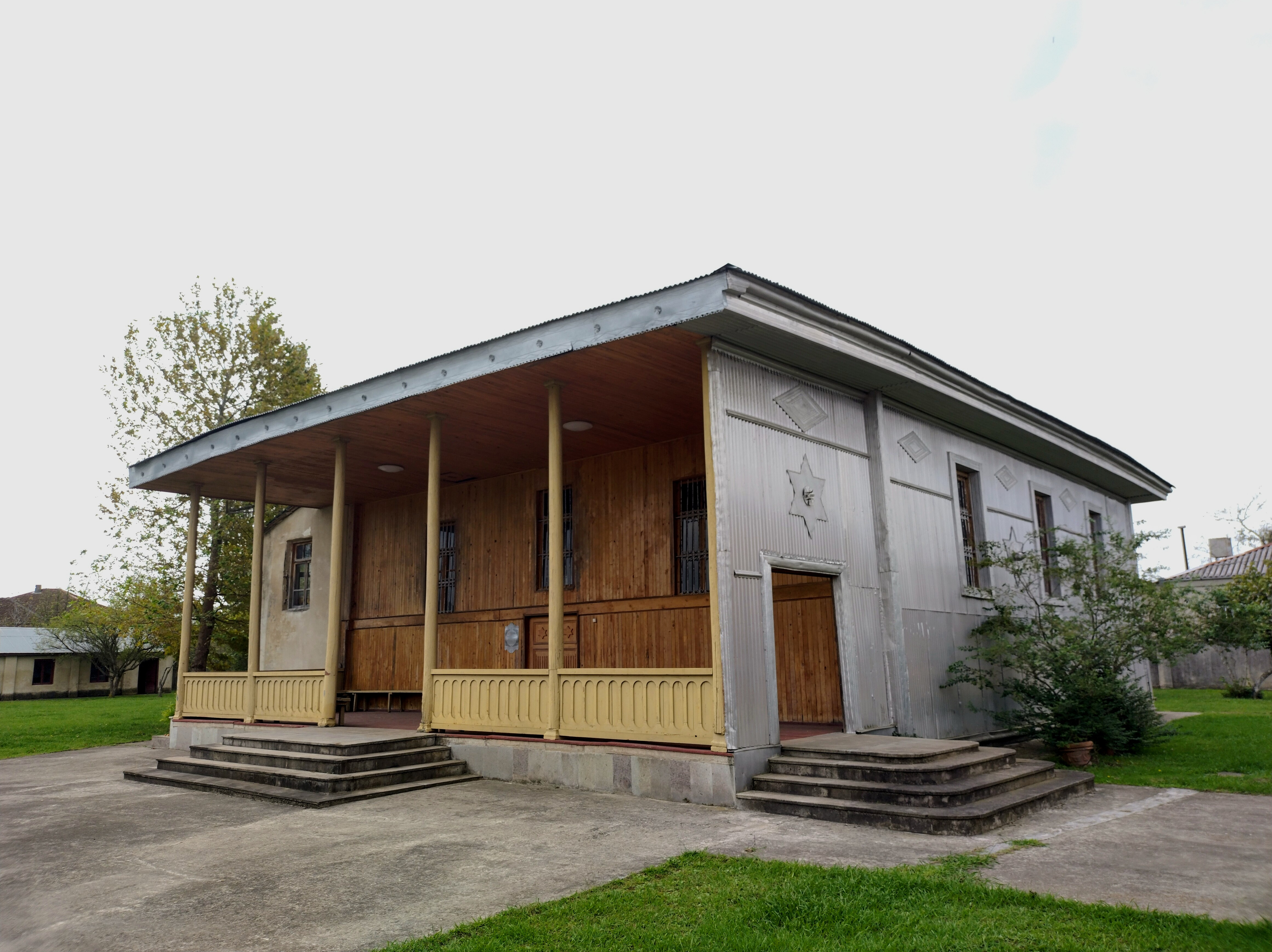
Houten synagoog met metalen beplating uit de 18e eeuw
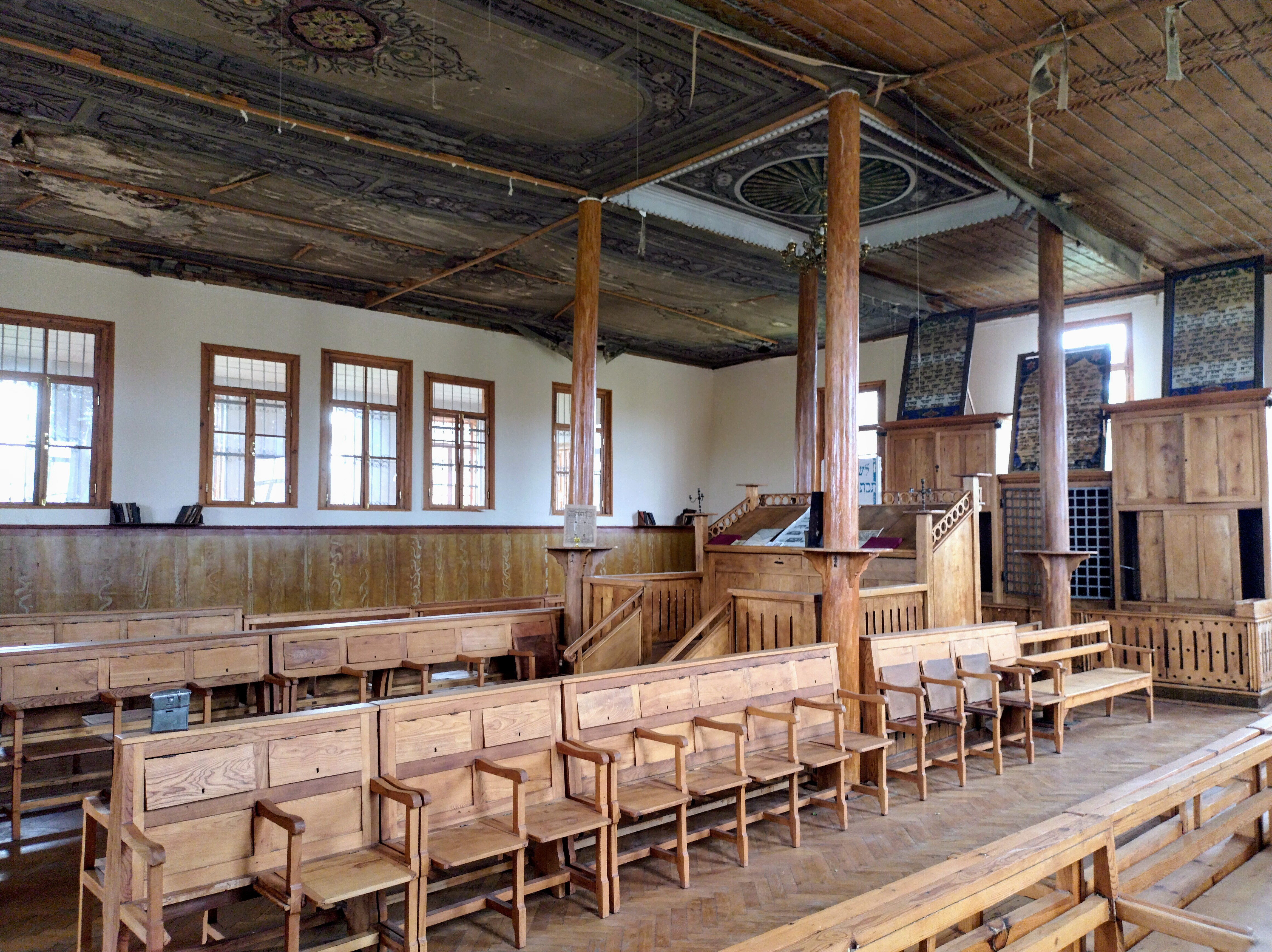
Interieur synagoge (18e eeuw)
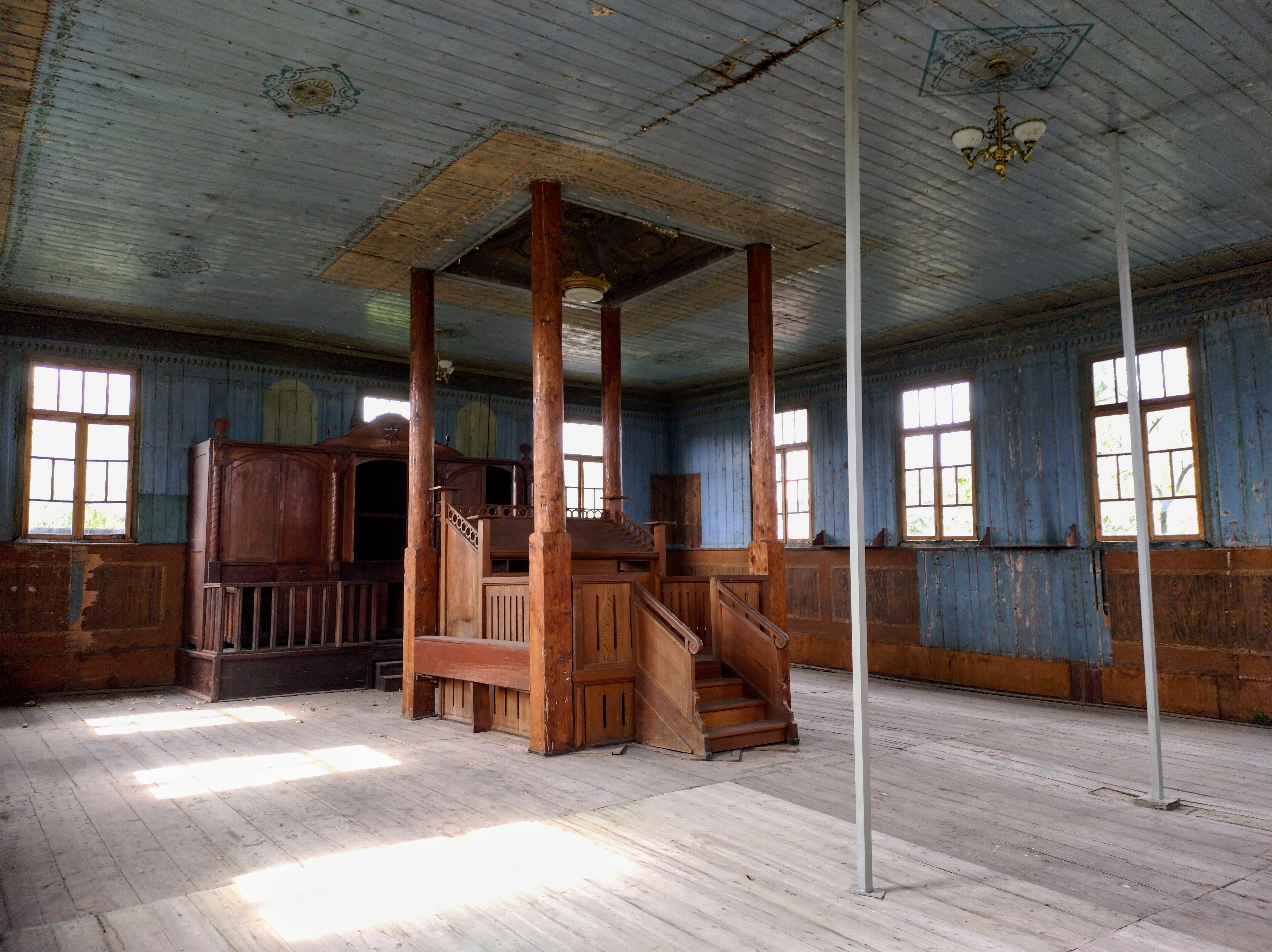
Interieur synagoge (1901)

## Vervoer
Koelasji wordt ontsloten door de nationale route Sh12 (Samtredia - Choni - Koetaisi) die door het centrum.

## Geboren
- Kato Mikeladze (1878-1942), feministe en journalist